# سیارک ۱۱۱۰۴
سیارک ۱۱۱۰۴ (به انگلیسی: 11104 Airion، نامگذاری:1995TQ) یازده هزار و صد و چهارمین سیارک کشف شده‌است که در ۶ اکتبر ۱۹۹۵ کشف شد.